# Mariano Rajoy Sobredo
Mariano Rajoy Sobredo   (Santiago de Compostel·la, 28 d'agost de 1921 - Madrid, 1 de novembre de 2018) va ser un jurista i magistrat espanyol.

## Biografia
Fill de Maria de les Mercedes Sobredo Brandáriz i del jurista Enrique Rajoy Enrique Rajoy Leloup, professor de Dret Civil a la Universitat de Santiago de Compostel·la i membre de la comissió redactora del Projecte d'Estatut d'Autonomia de Galícia de 1936 durant la Segona República Espanyola, es va llicenciar en Dret per la Universitat de Santiago de Compostel·la el 1943.
Després de superar les oposicions a judicatura va ser jutge de Primera Instància i Instrucció a Ordres, La Corunya, a 1948, per ser destinat posteriorment als Jutjats de Primera Instància i Instrucció de Lalín, Pontevedra (1949-1953), de Piedrahíta, Àvila (1953-1955) i de Carballiño, Orense (1955-1958). Ascendit a magistrat el 1958, va ser jutge de Primera Instància i Instrucció a Oviedo fins a 1960, per passar després a León també com a Jutge de Primera Instància i Instrucció, romanent a la capital lleonesa deu anys. Allà va coincidir, entre d'altres, amb l'advocat Juan Rodríguez García-Lozano, pare de l'expresident del Govern José Luis Rodríguez Zapatero. Mariano Rajoy Sobredo va aconseguir a León una excel·lent reputació per la manera impecable en què va instruir molts dels casos que van arribar a les seves mans.
El 20 de desembre de 1969 va ser nomenat president de l'Audiència Provincial de Pontevedra, en substitució del magistrat José Luis Bescansa i Gutiérrez de Ceballos. En aquesta va exercir la presidència de la seva secció primera, en què va compartir Sala amb els magistrats Manuel Landeiro Piñeiro, Celestino Prego García i Antonio Gutiérrez Població, sent el fiscal en cap de l'Audiència Cándido Conde-Pumpido Ferreiro. Mariano Rajoy Sobredo va exercir la presidència de l'Audiència Provincial fins a 1986, any en què el Consell General del Poder Judicial va designar al magistrat Félix Rodríguez García per substituir-lo. Rajoy Sobredo va romandre a l'Audiència Provincial de Pontevedra com a magistrat de la seva secció primera fins a la seva jubilació el 1989.

## Vida personal
Mariano Rajoy Sobredo va contreure matrimoni amb Olga Brey López, al març de 1954. Olga va morir el 17 de juliol de 1993. El matrimoni va tenir quatre fills: Mariano , Maria de les Mercedes, Luis i Enrique Rajoy Brey. El primogènit, Mariano Rajoy Brey va ser, des de 2011 fins al 2 de juny de 2018, president del Govern d'Espanya.

## Distincions honorífiques
Distintiu de cinta St Raymond of Penyafort Order Creu Distingida de 1a classe de l'Ordre de Sant Raimon de Penyafort